# Acanthurella
Genre
Acanthurella est un genre de collemboles de la famille des Lepidocyrtidae.

## Liste des espèces
Selon Checklist of the Collembola of the World (version du 25 août 2019) :
- Acanthurella amethystina Handschin, 1925
- Acanthurella betlaensis Mandal, Suman & Bhattacharya, 2016
- Acanthurella braueri (Börner, 1906)
- Acanthurella brunnea Handschin, 1925
- Acanthurella glauca Schött, 1925
- Acanthurella halei Womersley, 1937
- Acanthurella hamata (Salmon, 1951)
- Acanthurella javana (Börner, 1906)
- Acanthurella zonata Schött, 1925

## Publication originale
- Börner, 1906 : Das System der Collembolen nebst Beschreibung neuer Collembolen des Hamburger Naturhistorischen Museums. Jahrbuch der Hamburgischen Wissenschaftlichen Anstalten, vol. 23, no 2, p. 147-186 (texte intégral).